# Гартман Вітвер
Га́ртман Ві́твер (нім. Hartman Witwer; вересень—жовтень 1774, Імст — 9 липня 1825, Львів) — львівський скульптор австрійського походження епохи класицизму.

## Біографія
Фактів біографії збереглося вкрай мало. Народився в тірольському місті Імст (Австрія) у родині скульпторів та будівничих. Батько Йозеф Антон (1751—1794 роки), а також молодші брати Якуб та Йоган Міхаель (1775—1811) були скульпторами. Разом з останнім навчався у Віденській академії мистецтв, де, зокрема, Йоган Міхаель отримав першу нагороду по класу скульптури (1799 рік).
Приблизно з 1800 року обидва брати оселилися у Львові. Заснували скульптурну майстерню у будинку на вулиці Личаківській, 20. Займались оздобленням львівських кам'яниць і меморіальною скульптурою переважно на Личаківському цвинтарі. Ймовірно, до 1811 (рік смерті Йогана Міхаеля) роботи виконувались братами спільно. У червні 1818 року Гартман Вітвер вступив до львівського цеху мулярів і каменярів. Після 1820 року творча активність Вітвера дещо знизилась. Останні роки ймовірно співпрацював із Антоном Шімзером. Був одружений у Львові, мав сина. Помер від тифу 9 липня 1825 року у Львові. Авторство більшості робіт Вітвера на Личаківському цвинтарі вдалося встановити завдяки книзі Юліана Марковського від 1890 року, яка базується на невідомих нині джерелах. На пошану Гартмана Вітвера у 1991 році названо львівську вулицю.

## Твори

### Оздоблення будинків
- Кам'яні голови на консолях будинку Комарницьких на вулиці Галицькій, 20 (близько 1803 року). Приписуються Вітверам з огляду на манеру та час виконання.
- 15 рельєфів із зображеннями античних богів та путті-ремісників на будинку друкарні Піллерів, що на нинішній вулиці Винниченка, 8, на розі із Личаківською (споруджений близько 1804—1805 років). На центральному аттику встановлено скульптури Марса, Беллони і Афіни. По боках аттику знаходяться статуї Деметри і Аполлона. Наріжний аттик увінчано статуями Меркурія і Геї. Свого часу будинок вважався одним з найгарніших у Львові.
- Оздоблення першої частини кам'яниці Йогана Гауснера і Вінцента Віоланда на нинішньому проспекті Свободи, 1 (1810—1811).
- Оздоблення будівлі готелю «De Russie», що на місці нинішнього готелю «Жорж» (1811).
- Два нижні ряди рельєфів на будинку Матіаса Бауера, що на вулиці Шевській, 10 (1810-ті).
- Будинок Антоніни Кобервайн на вулиці Вірменській, 21 оздоблений рельєфами у 1810-х.
- Рельєф, що зображує бога Хроноса у центрі фасаду будинку на вулиці Вірменській, 23 (1810-ті).
- Оздоблення будинку на нинішній вулиці Чорноморській, 4 (1810-ті). Знищений 1943 року.
- Статуя Фортуни на будинку, що на вулиці Пекарській, 13 (1810—1814).
- Оздоблення консолей балкону на нинішній вулиці Галицькій, 20[2].

### Меморіальна скульптура
Надгробки на Личаківському цвинтарі.
- На могилі Розалії Вартанович (встановлений близько 1800—1802 років, поле 10).
- Кам'яний хрест обвитий траурною тканиною на могилі Єви Подольської (бл. 1800—1802, поле 2)
- Обеліск губернатора Галичини Йогана Гайструка (помер 1801, поле 10).
- Надгробок Урсули Глоговської (пом. 1803).
- Графині Марії-Анни Понінської з Калиновських (встановлений 1805 року, поле 7)[3]. Через виразно рококовий характер скульптури дослідники Станіслав Нічея і Роман Дзюбан ставлять під сумнів таку атрибуцію, однак надгробок згадується у списку робіт Вітвера, поданому Юліаном Марковським, із чим погоджується львівський мистецтвознавець Юрій Бірюльов.
- Анерлі Вагнер (пом. 1805).
- Йозефа Венцеля (пом. 1808).
- Надгробок на могилі Г. Войнара, поле 12. Початково зображував сюжет «Жінка, що обіймає за шию журавля». Ймовірно перенесений з іншого поховання і змінений — замість втраченого журавля уміщено згаслий смолоскип. Виконаний до 1808.
- Надгробок у вигляді фігури Святого Станіслава на могилі поручника польського війська, кавалера ордену Почесного легіону Станіслава Новіцького, поле № 7. Виконаний у 1815—1820 роках[4].
- Надгробок Якуба Печонки. Являє собою збережений фрагмент великої 5-фігурної композиції, що знаходилась початково на іншій могилі (достеменно не відомо чиєї, можливо Катерини Яблоновської). Знаходиться на полі № 71.
- Надгробок Г. Товарницького.
- Надгробки на могилах торговця вином Йозефа Шабінгера (пом. 1808) і Розалії Вартанович (пом. 1799), Юліани Шрангнер (пом. 1809), усі на полі № 10[5].
- Анонімні могили на полях: № 2 — високий хрест, перев'язаний полотнищем, вирізьблений з вапняку[6]; № 7 — у ніші постать засмученого юнака в античних шатах, який прикляк на коліно на могилі невідомої родини, встановлена у 1820—1825 роках[7] та № 10 — невеличкий пам'ятник на невідомій могилі: біля невисокої колони з урною стоїть жалібниця і з виразом смутку обіймає її[8].
- Ряд надгробків виконаних в останні роки життя у період гіпотетичної співпрації з Антоном Шімзером, зокрема закінчені останнім. До них належать: надгробок професора університету, хірурга Йогана Махана (пом. 1824), Петронели Кульчицької (1820), фігура плачки на могилі Софії Зігель з роду Шартель (пом. 1921, поле № 2)[9], Амелії Голембської з Шиців (пом. 1825, поле № 10)[8], чотири надгробки невідомої родини (1820—1825, поле 7).

В інших місцях
- Мармуровий надгробок графині Раціборовської (пом. 1809 року) в парафіяльному костелі в Новому Милятині.
- Надгробок Йозефа Тімі на цвинтарі в дільниці Будапешта Офен (1811 рік).
- Пам'ятник графині Катажини Оссолінської з Яблоновських у Латинському катедральному соборі у Львові (мармур, бронза 1805—1806 роки).

Ймовірно, він є автором надгробку Констанції з Бекерських гербу Ястребець (галицька каштелянова, друга дружина Юзефа Бєльського з Ольбрахциць і Каспера Рогалінського,), с. Білявинці поблизу Бучача.

### Фонтани на Площі Ринок
Чотири фонтани на площі Ринок зі статуями Нептуна, Діани, Амфітріти і Адоніса (бл. 1810—1814, вапняк). Перша згадка про скульптури датується січнем 1815 року. Їх спорудження могло бути пов'язане з урочистостями 1814 року, у зв'язку з поверненням імператора Франца I до Відня. Поширеним у мистецтвознавчій літературі XX століття є помилкове датування скульптур 1793 роком, спростоване львівським мистецтвознавцем Юрієм Бірюльовим.